# Jürgen Berghaus
Jürgen Berghaus (* 8. Oktober 1953) ist ein ehemaliger deutscher Fußballspieler.

## Karriere
Jürgen Berghaus spielte während seiner Profikarriere für den Wuppertaler SV und BV Lüttringhausen. Für die Wuppertaler machte er seine ersten Pflichtspiele in der Saison 1974/75 in der Bundesliga. In seinem zweiten Spiel für Wuppertal am 25. Spieltag schoss er den Ausgleichstreffer gegen den VfB Stuttgart und somit sein erstes Bundesligator. Berghaus stieg mit Wuppertal in die 2. Bundesliga Nord ab und stieg dort zu einem der besten Mittelläufer der Mannschaft auf. Er erwies sich als sehr torgefährlich, denn in der Saison 1977/78 schoss er acht Tore in der zweiten Liga. Zwischen 1982 und 1984 stand er bei der BV Lüttringhausen in der zweiten Liga unter Vertrag. In vierzig Spielen schoss er jedoch nur ein Tor und stieg mit der Mannschaft in die dritte Liga ab.